# Aris (poble)
Els aris o arians són una sèrie de pobles, derivat del sànscrit "Ārya" que vol dir “noble” o “honorable”. En avèstic el terme emparentat és Airya i en persa antic Ariya. De fet aris no era una qualificació racial o ètnica, sinó lingüística, però s'ha acabat imposant la denominació d'aris a tots aquells pobles que parlaven llengües àries. Els aris primitius o protoindoeuropeus es considera que es van començar a ramificar i expandir-se vers el 3000 aC i a la meitat del segon mil·lenni els indoirànics van arribar a l'Iran i a l'Índia on van destruir la civilització de la Vall de l'Indus vers el 1500 aC. Els protoindoeuropeus foren els primers de parlar una llengua del grup de llengües indoeuropees. Després es va anomenar aris tots els habitants indoeuropeus en conjunt i no solament els indoirànics.

## Indoeuropeu
Max Müller i altres filòlegs del segle xix teoritzaren que el terme arya era usat com a descripció dels protoindoeuropeus, qui eren sovint referits en aquesta època com els "aris primitius". G. I. Ascoli l'any 1854 va usar el terme “arieuropeu”, un compost "Ari-Europeu" amb la mateixa base lògica que "Indo-Europeu", el terme en ús, que ha estat sovint usat des de l'any 1830.

## Indoirànics

### Indoari
Els parlants contemporanis de llengües indoàries s'estenen en la major part del nord del subcontinent indi. Els parlants indo-aris existeixen fora del subcontinent indi, incloent els romanís, el llenguatge del poble romaní, coneguts generalment com a "Gitanos". A més del romaní, el parya és parlat en Tadjikistan, jataki en Ucraïna, i el domari a través d'Orient Mitjà.

### Iranià
Els perses parlaven d'aris en sentit racial per descriure la seva raça i llengua. Els aris van donar nom a la regió d'Aria, que fou després una de les satrapies perses aquemènides, però encara més: el nom Iran, està emparentat a ari i significa "Terra dels Aris." Des de temps ancestrals, els perses han usat el terme ari com una designació racial en un sentit ètnic per a descriure el seu parentiu i la seua llengua, i la seua tradició ha continuat contemporàniament entre els irànics. De fet, el nom Iran, és un cognat d'ari i significa "Terra dels Aris."
Això no obstant, molts d'aquests usos són a més intel·ligibles si es comprèn la paraula ari en el seu sentit de "noble" o "espiritual".
Darios I el Gran, rei de Pèrsia (521 – 486 aC), en una inscripció en Naqsh-i Rustam (proper a Siraz en el contemporani Iran), proclama: "Jo sóc Darius el gran rei… Un persa, fill d'un persa, un ari, tenint un llinatge ari...". A més crida a la seua llengua la "llengua ària," comunament coneguda contemporàniament com a Persa antic.